# الحليياني الأعلى (ردمان)

تعديل مصدري - تعديل

الحليياني الأعلى هي إحدى قرى عزلة ال عامر حوران بمديرية ردمان التابعة لمحافظة البيضاء، بلغ تعداد سكانها 159 نسمة حسب تعداد اليمن لعام 2004.